# Hong Tianguifu
Hong Tianguifu (洪天貴福T, Hóng TiānguìfúP; Huaxian, 23 novembre 1849 – Nanchang, 18 novembre 1864) è stato un generale della Rivolta dei Taiping cinese.

## Biografia
Hong Tianguifu nacque nel 1849, figlio primogenito di Hong Houxiu, prima che questi iniziasse la rivolta dei Taiping, prendendo il nome di Hong Xiuquan e diventando Celeste Re del Celeste Regno della Gran Pace. Quando nel 1853 i Taiping catturarono la città di Nanchino, rinominandola Tianjing, Hong Xiuquan nominò il figlio Hong Tianguifu suo successore. Nel 1864 Hong Xiuquan morì, dopo aver abdicato consegnando il trono al figlio quindicenne Hong Tianguifu.
La città di Tianjing fu cinta d'assedio all'inizio del 1864 dall'Armata sempre vittoriosa, guidata dal generale cinese Li Hongzhang insieme al dal maggiore britannico Charles George Gordon, che negli anni precedenti aveva difeso Shanghai dalle truppe Taiping. Gordon fece promettere a Li, che era l'effettivo comandante delle truppe, che Hong Tianguifu e gli altri comandanti della rivolta dei Taiping sarebbero stati risparmiati, ma una volta vinta la battaglia (quattro mesi dopo l'incoronazione di Hong Tianguifu) Li dette l'ordine di cattura ed esecuzione; tuttavia Hong Tianguifu e molti altri generali Taiping riuscirono a fuggire.
La perdita della capitale Tianjing fu l'inizio della fine della ribellione. Il nuovo Celeste Re Hong Tianguifu infatti non era carismatico quanto il padre e non era rispettato dai suoi generali in quanto non aveva né esperienza né conoscenza teorica di comando delle truppe, di amministrazione dello stato e di governo; veniva considerato dai suoi sottoposti viziato e incapace ed era vista come una vergogna che non sapesse cavalcare. Per questo motivo, nonostante il suo titolo fosse ufficialmente di Celeste Re, fu sempre chiamato Giovane Celeste Re. Inoltre i seguaci Taiping, con la morte di Hong Xiuquan, persero il loro slancio spirituale, nazionalistico e xenofobico perdendo l'appoggio anche dei contadini.

Viaggio di Hong Tianguifu del 1864

Hong Rengan, Re Scudo, seconda carica del regno e cugino dell'ormai defunto Hong Xiuquan, per salvare la disperata situazione dei Taiping pensò di utilizzare Hong Tianguifu per proclamare editti da lui stesso redatti. I due si incontrarono nella città di Dongbazhen, nello Jangsu, nel luglio 1864. Insieme si riunirono il 13 agosto 1864 nella città di Huzhou, nello Zhejiang con un'altra armata Taiping sopravvissuta all'avanzata Qing. Qui furono assaltati dalle forze Qing; la città di Huzhou cadde il 26 agosto, fatto che costrinse Hong Rengan e Hong Taifung a fuggire durante la notte. Successivamente i due tentarono di raggiungere altre armate Taiping, ma il 9 ottobre 1864 subirono un'imboscata da parte delle truppe Qing presso Shincheng; Hong Rengan fu catturato e poi giustiziato il 23 novembre a Nanchang mentre Hong Tianguifu scappò sui monti circostanti dove fu catturato il 25 ottobre 1864. Sulla strada per la scorta, Hong Tianguifu e un soldato dell'esercito Qing di nome Tang Jiatong hanno avuto una conversazione.
Hong Tianguifu ha parlato per la prima volta del suo rapporto con suo padre Hong Xiuquan e altri. Disse che le cose vecchie del regno celeste di Taiping erano state fatte da mio padre e Hong Renxuan. "Non ha nulla a che fare con me, anche dopo essere salito sulla strada, non ho fatto nulla di sfavorevole per la dinastia Qing, quelli che hanno resistito all'Impero Qing sono stati distrutti dal re, Zhongwang e altri." tuttavia, dopo il secondo giorno in cui scrisse un poema di lode alla Dinastia Qing fu successivamente giustiziato col metodo lingchi il 18 novembre 1864 all'età di 14 anni.